# تاريخ الهندسة الرياضية

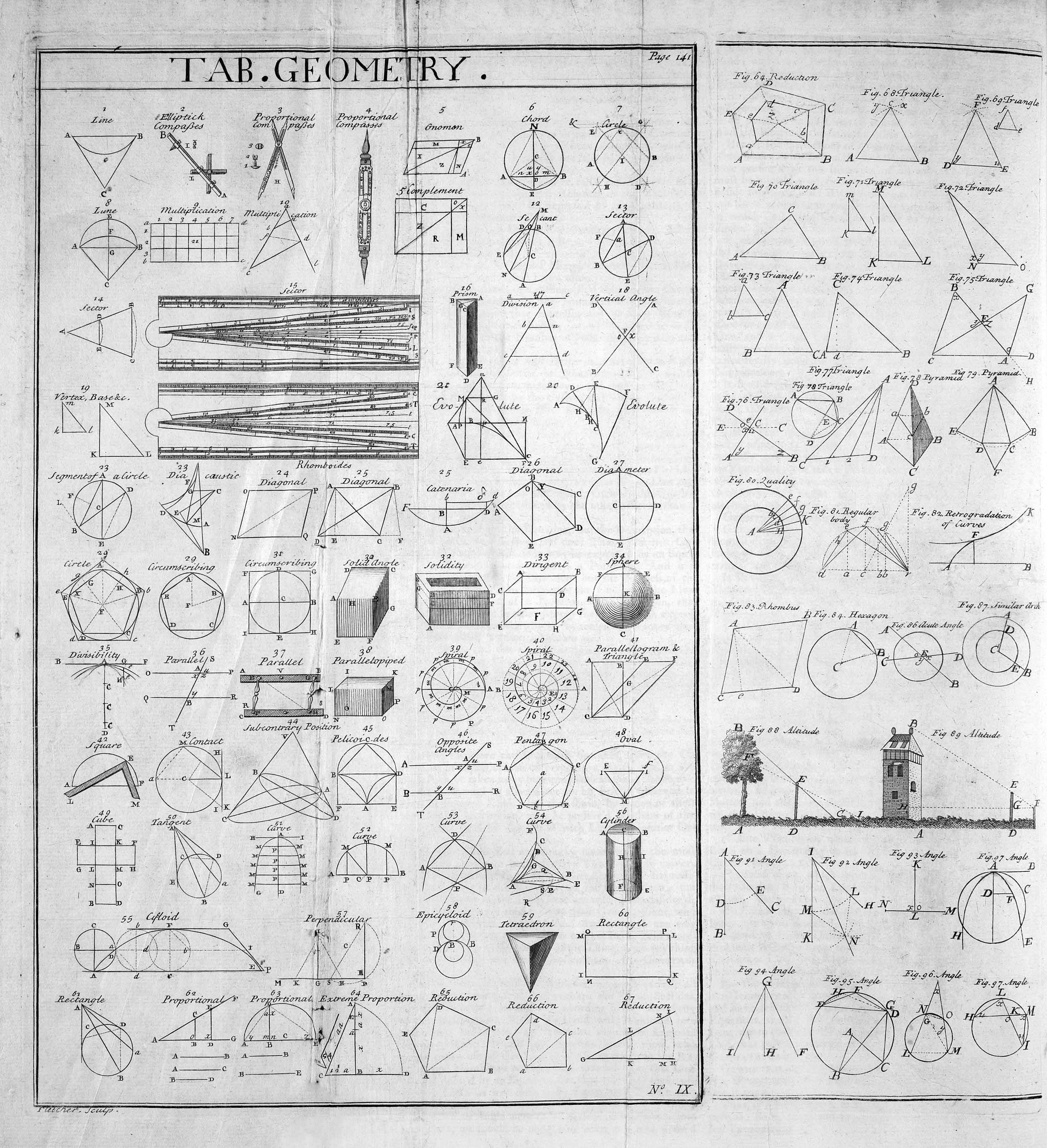
لائحة أشكال هندسية يعود تاريخها إلى 1728. Cyclopaedia.

هندسة رياضية geometry، كلمة مشتقة من الكلمة الإغريقية القديمة (بالإغريقية: γεωμετρία)‏ وتنقسم إلى geo وتعني (الأرض)، و metronوتعني (قياسات). وقد ظهرت بوصفها مجال المعرفة المرتبط بالعلاقات المكانية. وكانت الهندسة إحدى مجالي الرياضيات الأولية، والآخر هو المتعلق بدراسة الأرقام (العمليات الحسابية).
ركزت الهندسة الكلاسيكية على البوصلة والمنشآت المستقيمة. طور الهندسة العالم (إقليدس)، الذي قدم الرياضيات الدقيقة والمنهج البديهي المستعمل إلى الآن. ويُعد كتابه (العناصر) الأكثر استعمالًا وتأثيرًا على الإطلاق، وكان معروفًا لكل المتعلمين في الغرب حتى خمسينيات القرن الماضي.
في الوقت الحالي، عُمم مبدأ الهندسة على مستوى عال من التجريد والتعقيد، وارتبط بمبادئ التفاضل والتكامل والجبر. لذلك فإن أغلب الفروع الحديثة لهذا المجال يمكن بالكاد تمييزها بوصفها أساسيات مشتقة من الهندسة المجردة.

## بدايات علم الهندسة
أول بيانات مسجلة لبدايات الهندسة يمكن تتبعها إلى الأوائل الذين اكتشفوا المثلثات المنفرجة في حضارة وادي السند القديمة، والحضارة البابلية القديمة نحو سنة 3000 قبل الميلاد. كانت الهندسة البدائية مجموعة اكتشافات تجريبية تتعلق بالأطوال والمساحات والأحجام، وتطورت من أجل بعض الاحتياجات العملية مثل المسح والبناء وعلم الفلك والعديد من الحرف الأخرى. ومن بينها بعض المبادئ المتطورة المدهشة، وقد تبدو الرياضيات الحديثة صعبة إذ دُرست دون الاستعانة بمبادئ التفاضل والتكامل والجبر. مثلًا كان المصريون والبابليون على دراية ببعض مبادئ الفيثاغورسية منذ نحو 1500 سنة، حتى قبل اكتشاف قانون فيثاغورس، وتتضمن مبادئ سولباسوتراس نحو 800 سنة قبل الميلاد أول تصريح للنظرية، ولدى المصريين تركيبة صحيحة لحجم الهرم الرباعي.

### الهندسة عند المصريين
عرف المصريون القدامى إمكانية حساب مساحة الدائرة تقريبيًا كما يلي:
مساحة الدائرة ≈ [(القطر) × 8/9] 2.
استُخدمت هذه الطرق لحل المسـألة 30 في بردية أحمس لحساب مساحة الدائرة، وفقًا للقاعدة التي تنص على أن مساحة المربع تساوي  من مساحة قطر الدائرة. وعلى هذا يفترض أن π تساوي القيمة، أي 3.160493 بنسبة خطأ تقارب 0.63 بالمائة. هذه القيمة أقل دقةً من القيمة التي توصل إليها البابليون (3.125) مع نسبة خطأ 0.53، وظلت كذلك حتى وضع أرخميدس النسبة التقريبية 3.14163، مع نسبة خطأ 0.0001.
عرف العالم أحمس أن π تساوي 7\22 تقريبًا، واستخدمها لتقسيم وحدة (hekat)، ومع ذلك استمر استخدام القيمة التقليدية لباي (81\256) لحساب حجم الأسطوانة.
تضمنت المسألة 48 استخدام مربع ذي 9 جوانب. يُقطع هذا المربع إلى شبكة . يُستعمل قطر مربعات الزوايا لتكوين شكل مثمن غير منتظم بمساحة 63 وحدة. ما يعطي قيمة لباي تساوي 3.111
تشير المسألتان إلى أن قيمة باي تتراوح بين 3.11 و3.16.
تتضمن المسألة 14 في بردية موسكو الرياضية الأمثلة القديمة لإيجاد حجم المخروط الناقص الهرمي، وتصف المعادلة الصحيحة:
حيث إن a و b هما طول قاعدة وسطح الهرم الناقص، وh هو الارتفاع.

### الهندسة البابلية
ربما عرف البابليون القواعد الأساسية لحساب المساحات والأحجام. إذ قاسوا محيط الدائرة بمضاعفة القطر 3 مرات، ومساحة المربع بنسبة 1:12 من المحيط، هذه الطريقة صحيحة بفرض أن π =3. ويُحتسب حجم الأسطوانة باستخدام القاعدة والارتفاع، ومع ذلك فقد احتُسب خطأً حجم المخروط الناقص أو الهرم المربع ناتجًا للارتفاع ونصف القاعدة. كانت مبرهنة فيثاغورس معروفة أيضًا للبابليين. واكتُشف حديثًا لوح طيني استخدم قيمة π = 3 و1/8. عرف البابليون أيضًا وحدة قياس سُميت الميل البابلي، الذي كان مقياسًا للمسافة يساوي نحو 7 أميال حديثة. تحول هذا القياس للمسافات بعد ذلك إلى ميل زمني يستخدم لقياس انتقال الشمس، ومن ثم يمثل الوقت. وأظهرت اكتشافات حديثة أن البابليين القدماء ربما اكتشفوا الهندسة الفلكية قبل 1400 سنة من اكتشاف الأوروبيين لها.

### الفيدا الهندية
استخدم الهنود في الفترة الفيدية الهندسة التقليدية، خاصةً لبناء مذابح متقنة. تضمنت نصوص الألفية الأولى قبل الميلاد كتاب شاتاباثا براهمانا وكتاب سولباسوتراس. الذي يتضمن أول تعبير لفظي لمفهوم نظرية فيثاغورس في العالم، رغم أنها كانت معروفة للبابليين.
تتضمن هذه الكتب تطبيقات لقانون فيثاغورس، وهي حالات مخصصة لمعادلات ديوفانتين. وتتضمن أيضًا معلومات عن تربيع الدائرة وتدوير المربع.

ووفقًا لعالم الرياضيات س.ج. داني، يتضمن اللوح المكتوب باللغة المسمارية سنة 1850 قبل الميلاد 15 ثلاثية لقانون فيثاغورس مع عدد من المدخلات، تتضمن (13500، 12709، 18541) وهي ثلاثية بدائية للتسلسل، تتضمن فهمًا متطورًا للمسألة، ولما كانت هذه الألواح الطينية تسبق سولباسوتراس بقرون، مع أخذ المظهر السياقي للثلاثيات في الاعتبار، فمن المعقول توقع وجود فهم مماثل في الهند.
ولأن الهدف الرئيسي لسولباسوتراس كان وصف إنشاء المذابح والمبادئ الهندسية المتضمنة فيها، فإن موضوع الثلاثيات الفيثاغورسية، وإن فُهم جيدًا، ربما لم يظهر بعد في سولباسوتراس. يمكن مقارنة سولباسوتراس بالرياضيات الموجودة في كتاب تمهيدي عن الهندسة المعمارية أو مجال تطبيقي آخر مشابه، ولن تتوافق مباشرةً مع المعرفة العامة حول الموضوع في ذلك الوقت. لكن منذ ذلك الوقت، لم يُعثر على مصادر معاصرة أخرى يمكنها معالجة هذه القضية بدقة.

## الهندسة الإغريقية
بالنسبة إلى علماء الرياضيات اليونانيين القدماء، كانت الهندسة هي حجر الأساس لجميع العلوم، إذ وصلت إلى اكتمال المنهجية الذي لم يحققه أي فرع آخر من معارفهم. وقد وسعوا نطاق الهندسة إلى العديد من الأنواع الجديدة من الأشكال والمنحنيات والأسطح والمواد الصلبة، وغيروا منهجيتها من التجربة والخطأ إلى الاستنتاج المنطقي، وقد أدركوا أن الهندسة تدرس الأشكال الأساسية أو التجريد، التي تعد الأشياء المادية فقط تقريبية، وطوروا فكرة الطريقة البديهية، التي لا تزال مستخدمة حتى اليوم.